# Feed the Beast
Feed the Beast è una serie televisiva statunitense basata sulla serie danese Bankerot di Kim Fupz Aakeson ed adattata da Clyde Phillips per AMC, con David Schwimmer e Jim Sturgess. La serie è stata trasmessa dal 5 giugno 2016 su AMC.
Il 2 settembre 2016, un mese dopo la messa in onda dell’ultimo episodio della prima stagione, AMC ha annunciato che la serie non sarebbe stata rinnovata per la seconda stagione.
In Italia, la serie è stata interamente pubblicata il 17 gennaio 2017 sul servizio on demand TIMvision.

## Trama
Tommy Moran, sommelier, e Dion Patras, chef, sono come fratelli. Assieme alla moglie di Tommy, Rie Moran, progettano di aprire un ristorante tutto loro: Thirio. Il loro sogno è però destinato ad infrangersi con la morte di Rie in un incidente stradale e l’incarceramento di Dion per l’incendio del ristorante in cui lavorava.
I due ci riproveranno, non senza difficoltà, dopo l’uscita di prigione di Dion.
Dion è incapace di star fuori dai guai e Tommy è incapace di lasciarsi alle spalle il passato. Per due amici sull'orlo di perdere tutto, un sogno polveroso di aprire un ristorante greco di alto livello nella loro città natale il Bronx è  tutto ciò che gli rimane per cambiare le loro vite. Insieme, affrontano la follia del mondo della ristorazione di New York e navigano nella vita criminale di funzionari corrotti e criminali violenti.

## Personaggi e interpreti

### Personaggi principali
- Thomas "Tommy" Moran, interpretato da David Schwimmer.[3]
Un ex sommelier con un problema di alcolismo, che, dopo la morte della moglie Rie sta crescendo da solo il figlio di dieci anni TJ. Il suo sogno di aprire un ristorante nel Bronx insieme con l'amico Dion accende un fuoco in lui assente dalla scomparsa della moglie.[4]
- Dion Patras, interpretato da Jim Sturgess.[3]
Appena uscito di prigione e con un debito con la mafia polacca, è deciso a voler aprire il ristorante dei suoi sogni con il suo amico d'infanzia, Tommy. Chef talentuoso, Dion interpreta un ruolo fondamentale nella vita sia di Tommy che di TJ, tutto questo mentre cerca di fuggire dai propri demoni e di mantenere il suo obiettivo di diventare il migliore chef di New York.[5]
- Pilar Herrera, interpretata da Lorenza Izzo.[3]
Una giovane strana ragazza single che incontra Tommy ad un gruppo di supporto, disperatamente in cerca del vero amore. La sua ricerca dell'amore ho inavvertitamente attirato uomini che approfittano della sua innocenza. Ma quando incontra Tommy, le sue speranze rinascono.[6]
- Patrick " Fatina dei Denti" Woijchik, interpretato da Michael Gladis.[3]
Un polacco-americano di prima generazione, gangster locale dei toni teneri e brutalmente intimidatorio con un debole per i denti. Sebbene lavori per il padre, è però una grande delusione per lui.[7] Infatti soffre molto del giudizio di suo padre.
- Aidan Moran, interpretato da John Doman.
Padre di Tommy, uomo d'affari astuto e spietato ed un razzista impenitente. Un Imprenditore di origini irlandesi-americane e un uomo che si è fatto da sé con un codice etico, che comprende corruzione, frode, estorsione, bullismo. Non ha mai approvato l’amore di suo figlio per Rie.[8]
- Thomas "TJ" Moran Jr., interpretato da Elijah Jacob.
Figlio di Tommy e Rie, non parla più dalla morte della madre, evento che l’ha profondamente traumatizzato..
- Rie Moran, interpretata da Christine Adams.
Moglie di Tommy, morta in un incidente stradale. Sognava di aprire un ristorante di lusso nel Bronx.

### Personaggi ricorrenti
- Guy Giordano, interpretato da Michael Rispoli.
Un detective della polizia di New York che cerca la sua vendetta nei confronti della fatina dei denti.
- Marisa Gallo, interpretata da Erin Cummings.
Figlia del detective Giordano e avvocato di Dion.
- Stavros, interpretato da Demosthenes Chrysan.
Zio di Dion.
- Ziggy Woijchik, interpretato da David Patrick Kelly.
Padre di Patrick.

## Episodi
| Stagione       | Episodi | Prima TV USA | Prima TV Italia |
| -------------- | ------- | ------------ | --------------- |
| Prima stagione | 10      | 2016         | 2017            |

## Produzione
Il 25 giugno 2015 AMC ha commissionato a Clyde Phillips 10 episodi di una serie, intitolata Broke, basata sulla danese Bankerot di Kim Fupz Aakeson. La serie sarebbe stata prodotta da AMC Studios, Lionsgate television e Clyde Phillips Productions, con produttori esecutivi Henrik Ruben Genz e Malene Blenkov, già produttori di Bankerot, e and Piv Bernth.
In seguito la serie viene rinominata Feed the Beast e ne viene annunciato l’inizio della produzione per febbraio 2016 a New York.
Il 29 aprile 2016 Sasha Dobson ha annunciato sulla sua pagina Facebook che avrebbe cantato la sigla della serie.